# La Melgosa (Llobera)
La Melgosa és una masia situada al municipi de Llobera, a la comarca catalana del Solsonès.